# Ulica Wiertnicza w Warszawie

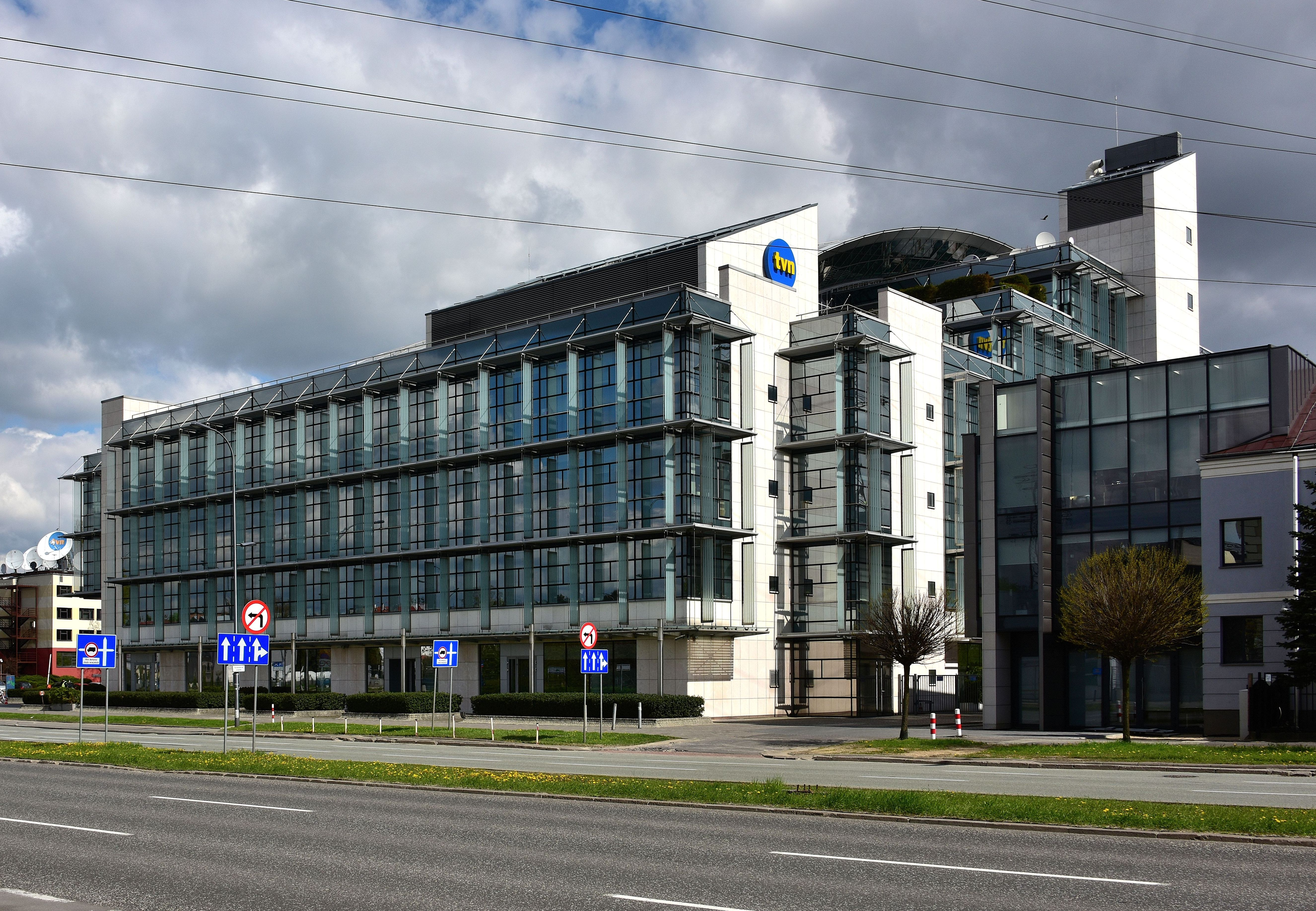
Biurowiec Media Business Centre

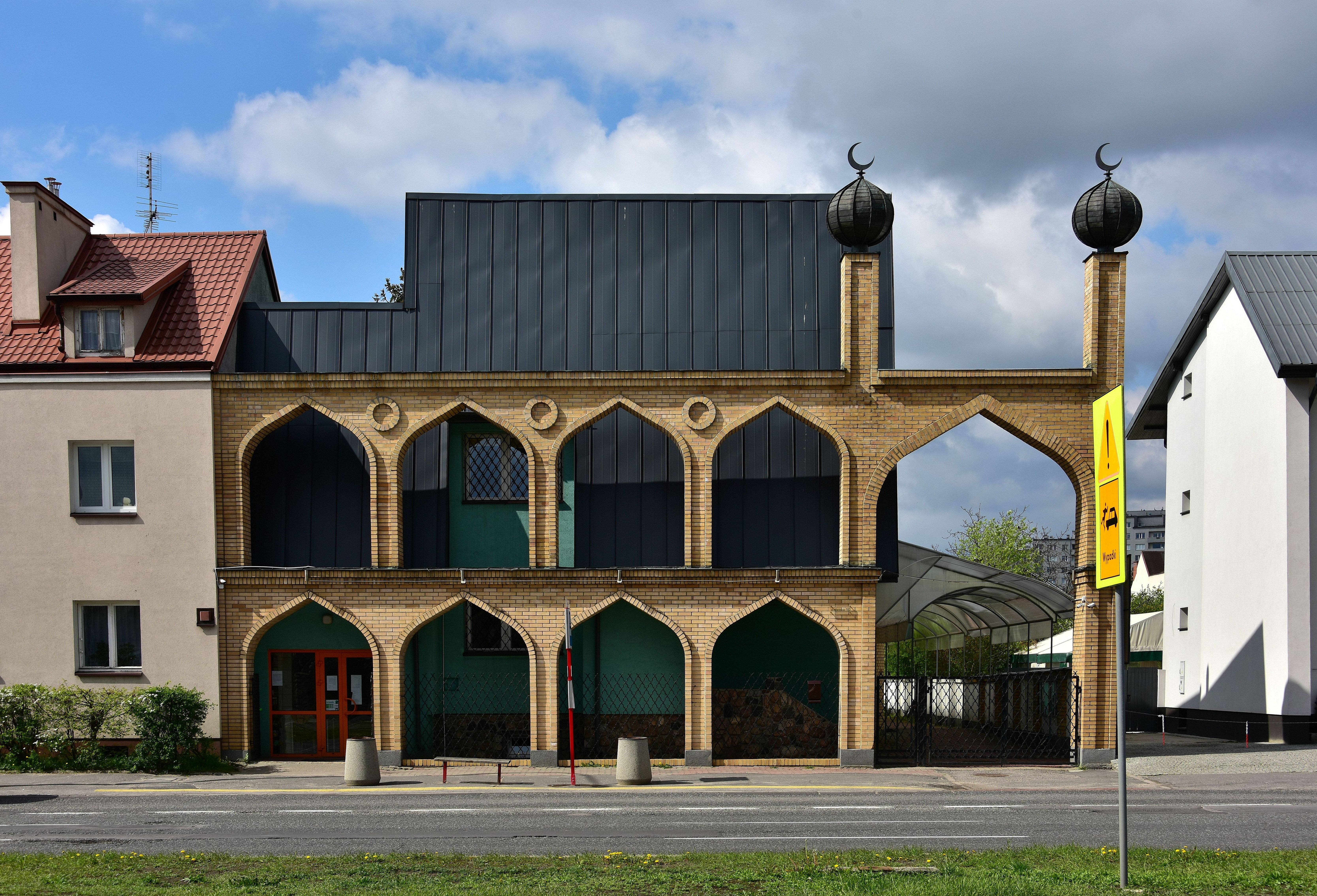
Meczet i siedziba Muzułmańskiej Gminy Wyznaniowej (nr 103)

Ulica Wiertnicza – ulica w warszawskich dzielnicach Mokotów i Wilanów. 
Jest przedłużeniem ul. Powsińskiej, po czym przechodzi w ul. Przyczółkową w kierunku Konstancina.

## Przebieg
Ulica rozpoczyna swój bieg u zbiegu ulic Stanisława Kostki Potockiego i Kolegiackiej. Następnie dochodzi do Przyczółkowej przy węźle komunikacyjnym Wilanów i jako jej przedłużenie (droga wojewódzka nr 724) biegnie w kierunku Sadyby. Odchodzą od niej kolejno ulice Obornicka, Kosiarzy, Lentza i Ostra oraz Łowcza. Ulica kończy bieg u zbiegu z ulicami Nałęczowską i Augustówką, zaś jej przedłużenie w kierunku północnym stanowi ulica Powsińska.
Do 1997 ulica Wiertnicza zaczynała się przy dzisiejszej ulicy Zygmunta Vogla, 880 metrów dalej na południe niż obecnie i przebiegała w pobliżu pałacu w Wilanowie obecną ulicą Stanisława Kostki Potockiego, około 100 metrów na wschód od obecnego przebiegu ulicy Przyczółkowej. Uchwałą Rady m.st. Warszawy z dnia 10 marca 1997 odcinkowi ulicy Wiertniczej od ulicy Zygmunta Vogla do ulicy Kolegiackiej nadano nazwę ulica Stanisława Kostki Potockiego. Pozostałością dawnego przebiegu są numery punktów adresowych, które rozpoczynają się na Wiertniczej teraz od numeru 26 (na Stanisława Kostki Potockiego zachowały się numery od 1 do 24). Np. Kuźnia Królewska ma adres Stanisława Kostki Potockiego 24, ale w starszych opracowaniach pojawia się jako Wiertnicza 1. Również inne obiekty kompleksu pałacowego mają w starszych opracowaniach adres Wiertnicza 1 (z kolejnymi literami) lub 2 (z kolejnymi literami), np. w ewidencji zabytków Warszawy.
Północny koniec ulicy Wiertniczej to zwyczajowa granica między Sadybą a Wilanowem. W tym miejscu przebiega również granica między dzielnicami: Mokotowem i Wilanowem (ulicami Augustówka i Goplańską).

## Historia
W XIX wieku obecna ulica stanowiła drogę polną prowadzącą z Czerniakowa przez grunty należące do przysiółka Wilanów w kierunku Powsina. Jej znaczenie komunikacyjne zmalało po przerwaniu ciągłości północnego przedłużenia drogi przebiegającego przez grunty wsi Czerniaków, odpowiadającego późniejszemu przebiegowi ulicy Powsińskiej, po rozpoczęciu w 1883 wznoszenia przez Rosjan otoczonego fosą fortu IX Twierdzy Warszawa.
W 1891 Henryk Huss, inżynier i Wiktor Magnus, specjalista od parcelacji, założyli spółkę w celu budowy kolejki do Wilanowa. 5 maja 1892 oddano do użytku odcinek konnej kolei wąskotorowej pomiędzy Czerniakowem a Wilanowem przebiegający wzdłuż północnego odcinka późniejszej ulicy Wiertniczej, pomiędzy późniejszymi ulicami Przyczółkową i Powsińską.  Uroczystość otwarcia linii odbyła się na moście przez rów  oddzielający pola czerniakowskie od pól wilanowskich, przy figurze św. Jana Nepomucena, w pobliżu późniejszego skrzyżowania ulicy Wiertniczej z ulicami Nałęczowską i Augustówką. W miejscu tym zlokalizowany został przystanek „Święty Jan”, którego nazwa pochodziła od figury św. Jana Nepomucena. 1 września 1894 kolej konna została zastąpiona na tej trasie przez lokomotywy parowe.
Wilanowska kolejka dojazdowa w maju 1936 została połączona z kolejką grójecką, co wiązało się ze zmianą rozstawu torów z 800 mm na 1000 mm.
15 maja 1937 oddano do użytku podmiejską linię tramwajową przebiegającą wzdłuż późniejszej ulicy Wiertniczej od pętli Wilanów usytuowanej przed Cmentarzem w Wilanowie do granicy Warszawy, pokrywającej się z północnym krańcem późniejszej ulicy Wiertniczej, a dalej do pętli Sadyba.
Kursowanie pociągów wąskotorowych, zawieszone 3 września 1939 w związku z bombardowaniami, zostało wznowione w połowie października 1939, zaś kursowanie tramwajów do pętli Wilanów, zawieszone 8 września 1939, zostało wznowione dnia 21 lipca 1940. Komunikacja tramwajowa i kolejowa obsługiwała drogę do czasu wybuchu Powstania Warszawskiego.
20 marca 1945 przywrócono kursowanie pociągów kolei wilanowskiej na odcinku na południe od stacji Wilanów, zaś 26 kwietnia na odcinku od stacji Wilanów do granicy Warszawy i dalej do ulicy Okrężnej na Sadybie. W kwietniu 1948 poinformowało o rezygnacji z odbudowy podmiejskiej linii tramwajowej przebiegającej wzdłuż późniejszej ulicy Wiertniczej.
Ulica na całej swojej ówczesnej długości, od ulicy Granicznej do ulicy Powsińskiej, została włączona do Warszawy dnia 15 maja 1951 pod stosowaną wtedy nazwą ulica 1 Maja. W listopadzie 1952 podjęto decyzję o odbudowaniu linii tramwajowej wzdłuż znajdującej się już na terenie miasta ulicy. Ponieważ nazwa ulica 1 Maja występowała czterokrotnie na rozszerzonym obszarze miasta, uchwałą Rady Narodowej m.st. Warszawy z dnia 12 kwietnia 1954 nadano drodze obecnie obowiązującą nazwę ulica Wiertnicza.
Prace przy odbudowie trasy tramwajowej rozpoczęły się na początku 1957. 19 lipca 1957 zamknięto ruch pociągów kolei wilanowskiej wzdłuż ulicy na północ od stacji Warszawa Wilanów, zaś 20 lipca oddano do użytku odbudowaną linię tramwajową przebiegającą wzdłuż północnego odcinka ulicy Wiertniczej, od Cmentarza w Wilanowie do ulicy Powsińskiej. 
W 1972 podjęto decyzję o włączeniu północnego odcinka ulicy w skład nowej trasy nazwanej Wisłostradą, co wiązało się z koniecznością jej przebudowy i poszerzenia. W związku z budową trasy w dniu 16 września 1973 zlikwidowano przebiegającą wzdłuż ulicy linię tramwajową do Wilanowa, choć projekt trasy uwzględniał rezerwę terenu pod torowisko tramwajowe.
19 lipca 1974 oddano do użytku, wraz z całą południową częścią Wisłostrady, przebudowany fragment ulicy Wiertniczą, która została poszerzona na odcinku od skrzyżowania z ulicą Przyczółkową do skrzyżowania z ulicami Augustówką i Nałęczowską do dwóch jezdni o trzech pasach ruchu w każdym kierunku. Południowy odcinek, pomiędzy skrzyżowaniami z ulicami Zygmunta Vogla i Przyczółkową, pozostał ulicą jednojezdniową.
Uchwałą Rady m.st. Warszawy z dnia 10 marca 1997 południowemu odcinkowi ulicy Wiertniczej od ulicy Zygmunta Vogla do ulicy Kolegiackiej nadano nazwę ulica Stanisława Kostki Potockiego, przez co długość ulicy uległa zmniejszeniu o 880 metrów.

## Ważniejsze obiekty
- Stanisława Kostki Potockiego 24 (Wiertnicza 1) – pierwotnie królewska kuźnia w Wilanowie najprawdopodobniej zlokalizowana była w drewnianym budyneczku, w XVIII wieku kuźnię wymurowano. Zbudowana została na planie prostokąta. Budynek ma wysoki czterospadowy dach, a powierzchnia pozwalała pomieścić w swojej przestrzeni – palenisko kowalskie, warsztat kołodziejski, wozownię oraz mieszkania kowala. Obecnie w budynku znajduje się restauracja „Kuźnia”.
- Cmentarz w Wilanowie – u zbiegu ulic Wiertniczej i Wilanowskiej, po stronie zachodniej. Na skwerze przy cmentarzu znajduje się tablica z czarnego granitu umieszczona na głazie narzutowym. Pod znakiem pułku AK „Baszta” i batalionu AK „Oaza” umieszczono napis: W dniach 15-21 sierpnia 1944 roku przez kordon wojsk niemieckich w Kabatach, Ursynowie i Wilanowie przebijały się z Lasów Chojnowskich oddziały powstańcze Armii Krajowej. W nocnym boju 18/19 sierpnia w grupie odsieczy „Grzymała” przedarli się na Sadybę żołnierze kompanii K 1, K 3 i O 2 pułku AK „Baszta” gr. art. „Granat” kompanii „Gustaw”, „Krawiec”, „Legun” i ckm bat. „Oaza”. Wśród poległych w walce zginęli d cy odsieczy ppłk Mieczysław Sokołowski „Grzymała” i cichociemny kpt. Julian Kozłowski „Cichy” z Sadyby. Cześć Ich Pamięci! Towarzysze broni – władze i społeczeństwo Wilanowa 27 września 1998 r.[27].
- Wiertnicza 26 – Zespół Szkół nr 79: XXXVIII Liceum Ogólnokształcące im. Stanisława Kostki Potockiego i Szkoła Podstawowa nr 261 im. Stanisława Kostki-Potockiego
- Wiertnicza 27 – budynek neorenesansowy, mieszczący dawniej zajazd, kilkakrotnie przebudowany. Wzniesiono go według projektu Franciszka Marii Lanciego w 1850 roku. Został odbudowany w 1969 roku i przeznaczony na lokal użytkowy. W ścianę budynku została wmurowana tablica z piaskowca: W akcji odwetowej „Wilanów” w dniu 26.IX.1943 r. żołnierze Kedywu Komendy Głównej AK zdobyli wartownię żandarmerii hitlerowskiej znajdującą się w tym miejscu. Stoczyli walkę z lotnikami niemieckimi w parku wilanowskim. Zniszczyli posterunek żandarmerii na szosie powsińskiej oraz wykonali akcję w Kępie Latoszkowej[27]. Obecnie w budynku tym mieszczą się:
  - Centrum Kultury Wilanów
  - Restauracja „Wilanów”
- Wiertnicza 30 – ambasada Arabii Saudyjskiej
- Wiertnicza 31 – dawna stacja Wilanowskiej Kolei Wąskotorowej. W okolicy budynku znajduje się wolnostojąca tablica na podmurówce z piaskowca z napisem: Stąd w styczniu 1945 roku 14 pp Ludowego Wojska Polskiego dokonał natarcia na wojska hitlerowskie i uniemożliwił im wysadzenie w powietrze Belwederu[27].
- Wiertnicza 58 – ambasada Białorusi
- Wiertnicza 75 – Niepubliczna Międzynarodowa Europejska Szkoła Podstawowa i Niepubliczne Międzynarodowe Gimnazjum Europejskie
- Wiertnicza 103 – meczet i siedziba Muzułmańskiej Gminy Wyznaniowej w Warszawie
- Wiertnicza 107 – hotel „Masuria” (ambasada Bangladeszu)
- Wiertnicza 166 – budynek Media Business Centre, siedziba m.in. Grupy TVN.

Przy wejściu do budynku Media Business Centre znajduje się parę razy przenoszona (m.in. w wyniku budowy Wisłostrady) rzeźba św. Jana Nepomucena z XIX wieku. Początkowo figura stała na kompletnym pustkowiu, mając za plecami kanałek łączący Jeziorko Czerniakowskie z Sielanką, będącymi pozostałościami po dawnym rozlewisku Wisły. W 1905 pojawiły się tory kolejki wąskotorowej, a znajdujący się w tym miejscu przystanek nazwano nawet „Święty Jan”. Od lat 90. XX wieku tłem dla figury św. Jana jest nowy biurowiec ITI. Figura została odrestaurowana w pierwszej dekadzie XXI wieku. Została uwieczniona w filmie Krzysztofa Kieślowskiego „Krótki film o zabijaniu”. To w drogę prowadzącą na nadwiślańskie mokradła i pola skręca taksówka z Jackiem i kierowcą. Tam bohater filmu dokonuje odrażającej zbrodni.